# سیارک ۳۲۷۲۴
سیارک ۳۲۷۲۴ (به انگلیسی: 32724 Woerlitz، نامگذاری:4029T-3) سی و دو هزار و هفتصد و بیست و چهارمین سیارک کشف شده‌است که در ۱۶ اکتبر ۱۹۷۷ کشف شد.